# 각덕
각덕(覺德, ?~?)은 신라의 승려이다.

## 생애
불교를 배우기 위해 신라 양나라로 유학을 떠났다. 《해동고승전》에 의하면 신라 최초의 유학승인 그는 549년에 양나라 사신과 함께 신라 최초로 부처의 사리를 가지고 신라로 돌아왔다. 이에 진흥왕은 백관으로 하여금 흥륜사에서 각덕을 맞이하게 했다.